# Wektor Poyntinga

Długość wektora Poyntinga jest równa polu powierzchni równoległoboku wyznaczonego przez wektory i

Wektory Poyntinga (niebieskie), natężenia pola elektrycznego (czerwone) i natężenia pola magnetycznego (zielone) w wybranych miejscach obwodu z prądem elektrycznym.

Wektor Poyntinga – wektor określający powierzchniową gęstość strumienia mocy przenoszonej przez pole elektromagnetyczne.
Nazwany na cześć odkrywcy Johna Henry’ego Poyntinga (1852–1914).
Wektor jest określony jako iloczyn wektorowy wektorów natężeń pola elektrycznego i magnetycznego.
{\displaystyle {\vec {S}}={\vec {E}}\times {\vec {H}},}
gdzie:
{\displaystyle {\vec {S}}} – wektor Poyntinga,
{\displaystyle {\vec {E}}} – natężenie pola elektrycznego,
{\displaystyle {\vec {H}}} – natężenie pola magnetycznego.
Wielkość ta opisuje powierzchniową gęstość strumienia mocy przenoszoną przez pole elektromagnetyczne. Jednostką wektora Poyntinga w układzie SI jest {\displaystyle \left({\frac {\text{J}}{{\text{m}}^{2}{\text{s}}}}={\frac {\text{W}}{{\text{m}}^{2}}}\right).}
W ośrodku liniowym natężenie pola magnetycznego H jest proporcjonalne do indukcji magnetycznej B:
{\displaystyle {\vec {B}}=\mu {\vec {H}},}
gdzie {\displaystyle \mu } – przenikalność magnetyczna ośrodka.
Wektor Poyntinga dla ośrodka magnetycznie liniowego można wyrazić wzorem:
{\displaystyle {\vec {S}}={\vec {E}}\times {\vec {H}}={\vec {E}}\times {\frac {1}{\mu }}{\vec {B}},}
gdzie:
{\displaystyle \mu } – przenikalność magnetyczna.